# Януш Вишневски
Януш Вишневски (на полски: Janusz Wiśniewski) е полски писател и учен.

## Биография
Роден е на 18 август 1954 г. в град Торун, Полша. Завършва физика, икономика и информатика. Работи като програмист към международна химическа компания във Франкфурт. Автор е на научни статии и литература.
Литературния си дебют прави през 2001 година, когато е издаден романът му „Самота в мрежата“. Книгата е преведена в чужбина, включително и в България. По нея са създадени полски игрален филм и кратък телевизионен сериал. През 2004 година Вишневски публикува повестта „Повторени съдби“. Издава също творбите „Интимна теория на относителността“ (2005) и „Нужни ли са на света мъжете“ (2007).

## Вишневски в България
За първи път посещава България през 1988 година, когато е на почивка в курорта „Албена“. През 2009 година посещава отново страната, за да представи книгата си „Самота в мрежата“ в Полския институт в София.